# Gregorio Araneta

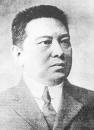
Gregorio Araneta

Gregorio Araneta (Iloilo City, 19 april 1869 – Manilla, 9 maart 1930) was een Filipijns advocaat, rechter, topambtenaar en minister.

## Biografie
Gregorio Araneta werd geboren op 19 april 1869 in Molo, Iloilo City. Hij studeerde rechten en behaalde zijn bachelor-diploma aan de Ateneo de Manila University in 1885 en zijn master-diploma aan de University of Santo Tomas (UST) in 1891. Na zijn afstuderen werkte hij als advocaat in de kantoren van Jose Ycaza. Van 1894 tot 1895 was hij ‘registar of deeds’ (vastgoedregistrator) in het zuidelijk deel van Manilla. In 1896 was hij waarnemend ‘fiscal’. Ten tijde van de Filipijnse revolutie was Araneta lid van het ‘Consultive Assembly’ en het Malolos Congres in 1898. Hij was bovendien een van de secretarissen van onafhankelijkheidsleider en president Emilio Aguinaldo. Later werd hij benoemd als diplomaat. Toen de Filipijns-Amerikaanse Oorlog uitbrak keerde hij terug naar Manilla. In mei 1899 werd Araneta benoemd tot rechter in het Filipijns hooggerechtshof. In juni 1901 werd hij benoemd tot Sollicitor-General, in die tijd na de ‘Attorney-General’ de op een na hoogste functie van het Bureau of Justice, het tegenwoordige ‘Office of the Sollicitor-General’. In 1906 werd Araneta zelf benoemd tot Attorney-General. Hij was daarmee het eerste Filipijnse hoofd van een uitvoerend orgaan in de Filipijnen. Twee jaar later werd hij lid de Philippine Commission (het toenmalige Filipijnse kabinet en parlement ineen) als minister van Financiën en Justitie. In oktober 1913 nam hij ontslag en begon hij samen met Salvador Zaragoza een advocatenkantoor. Ook doceerde hij rechten aan de UST.
Gregorio Araneta overleed op 61-jarige leeftijd aan de gevolgen van een hartinfarct. Samen met zijn vrouw Carmen Zaragoza had hij 13 kinderen, waaronder Salvador Araneta, een voormalig minister van landbouw in het kabinet van president Ramon Magsaysay.

## Bron
- Carlos Quirino, Who's who in Philippine history, Tahanan Books, Manilla (1995)

- International Standard Name Identifier: 0000 0001 3908 4545
- Nederlandse Thesaurus van Auteursnamen: 12939968X
- Système universitaire de documentation: 081160534
- Virtual International Authority File: 203167602
- WorldCat: E39PBJdCmgVBd4t4d3thxJXjmd